# René Augustin Galand de Longuerue
Pour les articles homonymes, voir Galand et Longuerue (homonymie).
René Augustin Galand de Longuerue est un militaire français né le 4 juillet 1808 à Anse-Bertrand et mort le 22 septembre 1871 au château de Béhencourt (Somme).

## Biographie
En janvier 1837, à Nancy, René Augustin Galand de Longuerue épouse Mathilde Laurence Stéphanie de Vénière (1815-1873), fille du baron Jean-Louis de Vénière.
Le couple a deux enfants : un garçon, René Étienne Roger, né le 12 décembre 1837 à Nancy, et une fille, Laurence Caroline Marie Alice née le 23 juillet 1848 à Blois.

## Carrière
- École spéciale militaire 1826, sorti 33e sur 138.
- Entre à l'école de Saumur en 1828 et en sort 2e sur 28.

- Sous-lieutenant en 1830 au 1er Cuirassiers. Campagne de Belgique (1831-1832)

- Lieutenant en 1834.

- Capitaine en 1840.

- Chef d'escadron en 1848. au 8e Cuirassiers.

- Lieutenant-colonel en 1853. Au 1er Carabiniers. En mai 1854, il passe au Régiment des cuirassiers de la Garde.

- Colonel en 1857 au 10e cuirassiers.
- Général de brigade en 1866. Il commande une brigade de cavalerie à Luneville, puis en 1870 la subdivision de Seine-et-Oise. En septembre 1870, il met sur pied et commande la 1re brigade de la division de cavalerie du 13e CA.

- Général de division en 1870. Il commande successivement la division de cavalerie du 17e CA, puis du 15e CA qui est licenciée en mars 1871. En août, il prend le commandement de la division de cavalerie de Bordeaux, mais il décède le 22 septembre, au château de Béhencourt (Somme), avant d'avoir rejoint son poste.

## Récompenses
- Légion d'honneur[1]
  - Chevalier : 1849.
  - Officier : 1860.
  - Commandeur de la Légion d'honneur : 1863.
- Commandeur de l'ordre de Léopold (Belgique)